# Пущенко Федір Дем'янович
 Фе́дір Дем'я́нович Пу́щенко (*1879, м. Чугуїв, Харківська область — † невідомо) — український мовознавець, японознавець. Автор першого Українсько-японського словника, підручника з японської мови, викладач іноземних мов, сходознавець, член Президії Харківської філії Всеукраїнської наукової асоціації сходознавства.

## Освіта й військова служба
Пущенко Федір Дем'янович народився 1879 року в місті Чугуєві Харківської губернії чотирнадцятою дитиною у родині військового фельдшера. Батько помер 1884 року. Незважаючи на матеріальну скруту (мати утримувала дітей на невеличку пенсію і заробіток з поля), старші брати і сестри допомогли йому здобути середню освіту. У шість років його віддали до Чугуївського міського училища, через два роки він вступив до 1-ї Харківської гімназії, а потім перейшов до Полтавської.
Після закінчення гімназії Федір обрав військову спеціальність, яка могла забезпечити його матеріально. Після року служби вільнонайманим Тамбовського полку, що дислокувався в Харкові, командування відрядило Ф. Пущенка до Чугуївського військового училища. За два роки він отримав звання підпрапорщика. Службу розпочав у 48-му піхотному полку у місті Меджибіж Летичівського повіту Подільської губернії. «У полку мене вважали українофілом, тому що мене цікавило все, пов'язане з українським. Одначе глибоко з цим я не був знайомий» — писав він пізніше.
З дитинства він мріяв мандрувати світом. Для цього самотужки вивчив французьку, німецьку та англійську мови, а з гімназії добре знав грецьку та латинську мови. За добру службу йому було присвоєне звання підпоручика, а в 1903 році була надана тривала двомісячна відпустка, яку він використав для омріяної подорожі по Європі. Відпустки вистачило на відвідання Австрії, Німеччини, Швейцарії, Голландії, Бельгії, Великої Британії, Франції, Італії, де він знайомився з історією, культурою і побутом населення цих країн.
З початком російсько-японської війни навесні 1904 року Пущенко був направлений на Далекий Схід, де у Владивостоці в умовах служби і воєнного стану навчався в Інституті східних мов. У жовтні 1904 року під час бою на річці Шахé хворий на пропасницю Пущенко знепритомнів і потрапив у полон. Перебуваючи в японських таборах для полонених офіцерів, удосконалював знання англійської та вивчав японську мову. Невдовзі він був звільнений з-під варти і до отримання дозволу на повернення до Російської імперії ще три-чотири місяці вільно мандрував по Японії. У березні 1906 року Пущенко виїхав до Владивостока, залишивши в редакції японського журналу переклад вірша Тараса Шевченка «Садок вишневий коло хати», який був опублікований у 1907 році.
Не маючи змоги продовжувати інститутське навчання у Владивостоці через передислокацію полку в Архангельськ, він подав у відставку і виїхав до Парижа. Там він протягом 1906—1909 років далі вивчав англійську й німецьку мови, а у Вищій школі сучасних східних мов покращив знання японської. Мандруючи світом, він відвідав Північну Америку, а пізніше здійснив морську мандрівку навколо Африки, побував у Індокитаї і завершив її в Японії. Там удосконалював своє знання японської мови. Збагатившись безцінним досвідом, наприкінці 1910 року повернувся в Україну.
Тут одружився, приватно викладав іноземні мови. Напередодні Першої світової війни він побував у Бразилії. Після з Бразилії, яка йому настільки сподобалася, що він вирішив переїхати туди на постійне проживання, був відкликаний з відставки. Спочатку був призначений командиром роти у Суми, звідки наприкінці 1916 року був направлений на фронт до Румунії. Пізніше за завданнями командування відвідував Польщу та Білорусь.

## Викладацька та громадська діяльність
Лише у травні 1918 року Пущенко остаточно повернувся в Україну й поринув у нове життя. Власним коштом відкрив у Чугуєві українську книгарню, був обраний членом правління чугуївського осередку «Просвіти». З осені 1918 року Пущенко працював на державній службі в Києві. У січні 1919 року евакуювався до Кам'янця-Подільського, де був зарахований викладачем української мови до військово-інженерної школи. Через брак кваліфікованих перекладачів Пущенка направили до Головного військового інженерного управління, потім на кілька днів до Міністерства іноземних справ, звідки перевели до Головного штабу військ УНР. З весни 1920 року Ф. Пущенко працював у радянських установах: перекладачем-діловодом Подільського ревкому, в газеті «Вісті» у Вінниці. Восени повернувся додому. Тоді ж народився син Ювеналій. Родина жила бідно, не вистачало найнеобхіднішого.
Ф. Пущенко працював перекладачем Держвидаву, з лютого 1921 року — викладачем школи Червоних старшин, на педагогічних курсах імені Г. Сковороди. За його власними підрахунками, він понад десять років викладав французьку, англійську, німецьку, італійську мови більш як у тридцяти освітніх і наукових організаціях Харкова, а також у театрах музичної комедії, Революції та «Березолі».
10 січня 1926 року в Харкові відбулись збори, на яких оголошено про створення Всеукраїнської наукової асоціації сходознавства (ВУНАС) і обрано її керівний склад. Ф. Д. Пущенка обрали до складу правління Харківської філії, яка на правах столичної розробляла основні напрями діяльності ВУНАС. Структура асоціації включала наукові секції та курси східних мов, завданням яких було надання слухачам системних знань з географії, історії, культури країн Сходу і насамперед викладання мови. Ф. Пущенко очолював японську секцію, підготував програму з вивчення японської мови, підручник, адаптований для українських слухачів. Він готував рецензії, брав участь у наукових засіданнях, займався підготовкою виставки дитячої японської книжки, зустрічався з японськими письменниками, композитором і кінооператором, які завітали до Харкова. Дослідження, статті та переклади членів асоціації публікувалися в заснованому 1927 року журналі ВУНАС «Східний Світ». Нарівні з перекладами визнаних майстрів слова Павла Тичини і Петра Панча там були вміщені японські народні казки, зібрані Федором Пущенком.
У зв'язку з погіршенням відносин СРСР з Японією діяльність ВУНАС була фактично заборонена, у 1934 році закритий технікум сходознавства. Наукова й просвітницька діяльність на сторінках кримінальних справ багатьох сходознавців була перетворена в антирадянську. У грудні 1933 року Ф. Пущенка заарештували. Судова трійка засудила його на п'ять років, оскільки нібито «постачав японцям відомості розвідницько-інформаційного характеру, за вимогою керівників УВО готував контрреволюційні кадри з метою в подальшому перекинути їх на Далекий Схід».
Відбував він цей термін у Соловецькому таборі особливого призначення. Професор і там не полишав викладацької діяльності, склавши з охочих до вивчення мов кілька груп. На початку 1937 року його несподівано відправили літаком до Києва, де й далі звинувачували сходознавців у шпигунстві, а в 1938 році знову заслали в табори, де він і загинув.
Точна дата, обставини та місце смерті Пущенка Федора Дем'яновича невідомі.